# Джунглевый воробьиный сыч
Джунглевый воробьиный сыч (Glaucidium radiatum) — небольшая птица семейства совиных.

## Внешний вид
Длина взрослой особи — 20 см, крылья — 12,4—12,7 см, хвост — 7,2—7,6 см, плюсна — 2,5 см. Верхняя сторона — насыщенно коричневая, с бледно рыжими полосами на голове и шее, причём на шее более широкими, и белыми полосами на спине. На плечах сеть белых полосок, иногда несколько тёмных отметин. Крылья закруглённые, тёмно-рыжие, как и спина, но полосы на них шире; кончики крыльев белые; некоторые из покровных перьев покрыты большими белыми пятнами. Хвост тёмно-коричневый с узкими белыми полосами. Щёки, горло, подбородок и верхняя часть груди чисто белые или белые в коричневую крапинку. Полосы по бокам груди бурые. На животе полоски становятся более чёткими. Внизу живота и на бёдрах тёмные полосы постепенно исчезают. Под хвостом окраска белая, с коричневыми пятнами. Клюв и лапы зеленовато-бежевого цвета, восковина зеленоватая, радужка золотисто-жёлтая, когти чёрные. Голова круглая, перьевых ушек нет. Самцы и самки выглядят одинаково.

## Образ жизни

### Охота и питание
Питается главным образом насекомыми: сверчками, цикадами, муравьями, бабочками, иногда — маленькими птицами, ящерицами и грызунами.

### Поведение
Полёт быстрый и жёсткий, при полёте крылья частично закрыты.
Джунглевые сычи легко приручаются. В неволе они охотно едят мясо, насекомых, лягушек.

### Крик
Крик отличается от криков других сов. Он может быть похож на звук, издаваемый мотоциклом, когда его заводят. Он состоит из серии двусложных звуков, сначала тихих, с паузой после каждого звука, но постепенно становящихся интенсивней, громче, с более короткими паузами, до тех пор, пока не достигнет пика, а затем внезапно обрывается. Некоторые сравнивают его с криком варана или игуаны.

### Места обитания
Джунглевые сычи живут в лиственных лесах (тиковых) или кустарниках по берегам рек, но охотятся не в лесу, а на открытых равнинах. Днём прячутся в кронах деревьев, но если сыча потревожить, он сразу же улетает. Не встречаются выше 1220 м над уровнем моря. Живут парами или поодиночке.

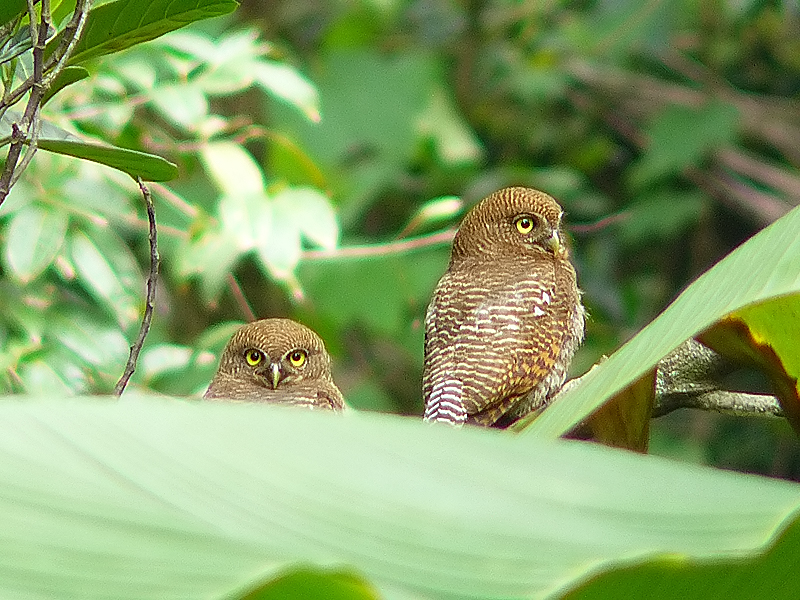
Пара джунглевых сычей.

### Размножение
Брачный сезон длится в течение апреля, мая и июня. Гнёзд джунглевые сычи не строят, но откладывают яйца в дупла в небольших деревьях, на высоте примерно 3—6 метров над землёй. Яйца белые, матовые, гладкие, овальные, размером 3 см. Обычно самка откладывает 3—4 яйца. Птенцы полностью оперяются к концу июня. Оба родителя и птенец очень шумные, и если их потревожить начинают издавать специфическое дрожащее шипение.

## Географическое распространение
Джунглевые воробьиные сычи обитают в Индии, Непале, Бутане, Сиккиме, Бангладеш, западной Бирме и на Шри-Ланке.

## Угроза существованию
Угрозы нет, вид достаточно распространён в пределах своего ареала.

## Подвиды
Международный союз орнитологов выделяет два подвида:
- Glaucidium radiatum malabaricum — Керала, Индия.
- Glaucidium radiatum radiatum